# شريان صدري علوي
الشريان الصدري العلوي هو تفرع شرياني صغير موجود بالقرب من الإبط في البشر، يتفرع من القسم الأول من الشريان الإبطي، وهو التفرع الوحيد من هذا القسم.
يجري للأمام إنسيا إلى جانب الحد العلوي لالعضلة الصدرية الصغيرة، يمر بينها وبين العضلة الصدرية الكبيرة، وينتهي في جانب الصدر. يغذي هذا الشريان أول الحيز الوربي والجزء العلوي من عضلة منشارية أمامية.
يتفاغر مع شريان صدري غائر.